# Friedrich-Wilhelm Fleischer
Friedrich-Wilhelm Fleischer (n. 14 septembrie 1890, Hanau, Imperiul German – d. 13 februarie 1952, Norden, Republica Federală Germania, Germania) a fost un ofițer de marină german, ultimul amiral în al Doilea Război Mondial.